# Les Poppys
Les Poppys was een Franse jongensgroep uit de jaren zeventig.
De naam 'Les Poppys' is afgeleid van het genre dat ze zongen (popmuziek). De groep is voortgekomen uit het kinderkoor Les Petits Chanteurs d'Asnières en Île de France (PCAIF) uit Asnières-sur-Seine. Hun chansons gingen vaak over de liefde, onbegrip tegenover de oorlog en het geweld van volwassenen, broederschap en vrede. Hun grootste hit was Non, non, rien n'a changé ("nee, nee, er is niets veranderd") uit 1971. Het kwam in Nederland op de eerste plaats van de Top 40 en de Daverende Dertig. In die laatste hitparade was het de hit van het jaar. Les Poppys traden onder meer op in het Nederlandse tv-programma Toppop.
In de loop der jaren is de samenstelling van de groep diverse malen gewijzigd. Ten tijde van Non, non, rien n'a changé was de solozanger Bruno Polius of voluit Bruno Polius-Victoire.

## Selecte discografie
De Poppys hebben meegewerkt aan vele platen en muzikale projecten. De bekendste eigen platen zijn:
- Noël 70 (1970)
- Love, lioubov, amour (1970)
- Non, je ne veux pas faire la guerre... (1970)
- Isabelle, je t'aime (1970)
- Non, non, rien n'a changé (1971)
- Non, ne criez pas... (1971)
- Des chansons pop (1971)
- L'Enfant do (1972)
- Liberté (1972)
- Il faut une fleur pour faire le monde (1976)
- Visite (1980), samen met Lenny Kuhr

### Singles
| Single met eventuele hitnotering(en) in de Nederlandse Top 40 | Datum van verschijnen | Datum van binnenkomst | Hoogste positie | Aantal weken | Opmerkingen                                |
| ------------------------------------------------------------- | --------------------- | --------------------- | --------------- | ------------ | ------------------------------------------ |
| Non, non, rien n'a changé                                     |                       | 04-09-1971            | 1(2wk)          | 25           | #1 in de jaarlijst van de Daverende Dertig |
| Des chansons pop                                              |                       | 11-12-1971            | 5               | 9            |                                            |
| Isabelle, je t'aime                                           |                       | 19-02-1972            | 12              | 13           |                                            |
| Pénélopie                                                     |                       | 19-08-1972            | 10              | 7            |                                            |
| Visite                                                        |                       | 08-03-1980            | 2               | 12           | met Lenny Kuhr                             |

### NPO Radio 2 Top 2000
| Nummers met noteringen in de NPO Radio 2 Top 2000 | '99  | '00 | '01 | '02  | '03  | '04  | '05  | '06  | '07 | '08  | '09 | '10 | '11 | '12 | '13 | '14 | '15 | '16 | '17  | '18  | '19  | '20  | '21 | '22  | '23  | '24  |
| ------------------------------------------------- | ---- | --- | --- | ---- | ---- | ---- | ---- | ---- | --- | ---- | --- | --- | --- | --- | --- | --- | --- | --- | ---- | ---- | ---- | ---- | --- | ---- | ---- | ---- |
| Isabelle, je t'aime                               | 1410 | -   | -   | 1507 | 1620 | 1770 | 1225 | 1505 | -   | 1822 | -   | -   | -   | -   | -   | -   | -   | -   | -    | -    | -    | -    | -   | -    | -    | -    |
| Non, non, rien n'a changé                         | 532  | 407 | 418 | 485  | 582  | 477  | 403  | 446  | 645 | 490  | 571 | 667 | 634 | 686 | 697 | 781 | 795 | 984 | 1176 | 1149 | 1063 | 1189 | 990 | 1088 | 1174 | 1353 |

1. ↑  Een '-' betekent dat het nummer niet was genoteerd en een vetgedrukt getal geeft de hoogste notering van een nummer aan.